# Kalergijev plan
Kalergijev plan (tal. Piano Kalergi), ponekad nazvan i zavjerom Coudenhove-Kalergi, krajnje desna i antisemitska teorija koja tvrdi da je austrijsko-japanski političar Richard von Coudenhove-Kalergi skovao zavjeru sa ciljem da pomiješa bjelačko stanovništvo Europe s drugim rasama putem masovne imigracije. Teorija zavjere najčešće se povezuje s nekim europskim skupinama i strankama, no proširila se i na sjevernoameričku politiku.

## Porijeklo
Teorija proizlazi iz dijela Kalergijeve knjige Praktischer Idealismus (»Praktični idealizam«) iz 1925., u kojoj je predvidio da će se pojaviti neka miješana rasa budućnosti: »Čovjek budućnosti bit će miješane rase. Današnje rase i klase postupno će nestati zahvaljujući nestajanju prostora, vremena i predrasuda. Euroazijsko-negroidna rasa budućnosti, po svom izgledu slična drevnim Egipćanima, zamijenit će raznolikost naroda s raznolikošću pojedinaca.« Suvremeni radikalni desničari nastoje povući odnose između suvremene europske politike i ovog citata.

## Teorija zavjere
Neovisni talijanski mrežni list L' inchiesta istražio je teoriju zavjere i opisao je prijevarom koja se može usporediti s antisemitskim dokumentom Protokoli sionskih mudraca. Južnjački pravni centar za siromašne opisuje Kalergijev plan europskim načinom guranja teorije zavjere o bjelačkom genocidu u Europi, kroz bijele nacionaliste koji citiraju Coudenhove-Kalergijeve tekstove izvan konteksta kako bi prikazali da je imigracijska politika Europske unije dio zavjere koja je smišljena prije nekoliko desetljeća kako bi se uništili bijeli narodi. Hope Not Hate, skupina zagovaratelja antirasizma, opisala je Kalergijev plan kao rasističku teoriju zavjere koja tvrdi da je Coudenhove-Kalergi namjeravao utjecati na europsku politiku imigracije kako bi stvorio »pučanstvo lišeno identiteta« kojim bi navodno vladala židovska elita.